# Coelidiana durata
Coelidiana durata är en insektsart som beskrevs av Kramer 1967. Coelidiana durata ingår i släktet Coelidiana och familjen dvärgstritar. Inga underarter finns listade i Catalogue of Life.